# طارق مبارک طاهر
طارق مبارک طاهر (عربی: طارق مبارك طاهر؛ زادهٔ ۱ دسامبر ۱۹۸۶) دونده نیمه‌استقامت کنیایی‌‌تبار اهل بحرین است.